# Nguyễn Hữu An
Nguyễn Hữu An (né le 1er octobre 1926 et mort le 9 avril 1995) est un général de l'Armée populaire vietnamienne.

## Biographie
Né à Ninh Bình au Viêt Nam, il rejoint l'Armée populaire vietnamienne en septembre 1945 et participe à la guerre d'Indochine, résultant en les accords de Genève en 1954.
Pendant la guerre du Viêt Nam (connue au Viêt Nam sous le nom de « guerre américaine »), il commande les forces nord-vietnamiennes à la bataille de Ia Drang. En 1974, il est promu au rang de major-général.
En 1975, lors de la campagne Hô-Chi-Minh, il commande le 2e Corps et défait près de 100 000 soldats de l'ARVN en 3 jours à Đà Nẵng puis détruit les positions sudistes à Phan Rang - Tháp Chàm, l'un des derniers verrous de Saïgon.
Le 30 avril 1975, après la chute de Saïgon, ses hommes hissent le drapeau nord-vietnamien au sommet du palais de l'indépendance.
Après la fin de guerre, il continue de servir au sein de l'armée vietnamienne et est promu au rang de lieutenant-général en 1980, et de colonel-général en 1986. Il meurt en 1995.

## Culture populaire
- Il est incarné par Đơn Dương dans le film Nous étions soldats, qui retrace la bataille de Ia Drang